# 1922 في البرتغال
فيما يلي قوائم الأحداث التي وقعت خلال عام 1922 في البرتغال.

## رياضة
- 1 يناير – كأس البرتغال 1922 الفائز نادي بورتو.

## مواليد

### يناير
- 19 يناير – أنطونيو فيليسيانو لاعب كرة قدم برتغالي.

### مارس
- 18 مارس – فاسكو أوليفيرا لاعب كرة قدم برتغالي.

### مايو
- 1 مايو – أرتور باستور مصور برتغالي.
- 29 مايو – أنطونيو كامبوس مخرج أفلام برتغالي.

### سبتمبر
- 6 سبتمبر – ادريانو موريرا سياسي برتغالي.

### نوفمبر
- 16 نوفمبر – جوزيه ساراماغو

### ديسمبر
- 14 ديسمبر – فيليكس أنتونيس لاعب كرة قدم برتغالي.
- 22 ديسمبر – ألبانو لاعب كرة قدم برتغالي.

## وفيات

### أغسطس
- 15 أغسطس – خوسيه سيزار فيريرا جيل (مواليد 1858) مؤرخ برتغالي.